# Тбилиски емират
Тбилиски емират (грузијски: თბილისის საამირო; арапски: إمارة تفليسي‎‎ ) је била средњовековна држава на просторима данашње источне Грузије, са центром у Тбилисију. 

## Историја
Арабљани се први пут појављују на просторима Грузије током постојања Картлија (Иберије) 645. године. Међутим, тек су у 8. веку (до 735. године) успели да успоставе чврсту контролу над великим делом земље. Омајадски калиф Марван II је заузео Тбилиси и суседне области и ту поставио арапског емира који је требало да буде потврђен од стране калифа и понекад од стране јерменског остикана. Током арабљанске владавине Тбилиси је постао центар трговине између исламског света и северне Европе. Поред тога, био је и тампон-зона између византијских и муслиманских области. Временом је становништво углавном било муслиманске вероисповести, али је исламски утицај био строго ограничен на сам град, док је околина остала углавном хришћанска. Град је био окружен двоструким бедемима. Имао је три капије. Лежи на обалама реке Куре на којој су постојала два моста. Путописци помињу изворе термалне воде које су снабдевале купатила топлом водом. На реци су постојале воденице. Куће су, на изненађење савремених арапских путника, углавном били изграђени од боровог дрвета. У првој половини 9. века Тбилиси је био други по величини град на Кавказу, са најмање 50.000 становника. Након грађанског рата 810-тих година слаби Абасидски калифат, а калифову власт оспорили су владари на периферији државе, укључујући и оне из Тбилисија. Истовремено је Тбилиси постао мета грузијске династије Багратиони која је ширила своје територије преко области Тао-Кларџети. Емират јача током владавине Искаха бин Исмаила (833-853), који се борио и против абасидских власти. Он је одбио да калифу плаћа годишњи данак и прогласио је независност од Багдада. Како би угушио побуну Исмаила, калиф Ел Мутавакил послао је казнену експедицију на челу са Буга ел Кабиром (познатијем као Буга Турчин) који је спалио Тбилиси, заробио и погубио Исмаила. Тиме је покушај стварања независне државе са центром у Тбилисију пропао. Муслимански престиж и ауторитет, међутим, слабе. Почев од 1020.тих година, грузијски краљеви воде експанзионистичку политику против емира Тбилисија. Град је повремено долазио под грузијску контролу. Територија емирата свела се на град са непосредном околином. Грузијско напредовање зауставила је извазија Селџука (1070-тих и 1080.тих година). Последњи емир Тбилисија погинуо је највероватније око 1080. године. Град је потом у рукама трговачке олигархије. Грузијски краљ Давид IV нанео је пораз Селџуцима након чега је његова војска 1122. године ушла у Тбилиси. Тиме је окончана четристогодишња муслиманска владавина.

## Емири Тбилисија
Шуабидски емири:
- Исмаил Шуаб (први познати емир, до 813.)
- Мухамед Атаб (813-829)
- Али Шуаб (829-833)
- Исках бин Исмаил (833-853)

Шајбанидски емири
- Мухамед Калиб (853-870)
- Иса еш-Шеик еш-Шајбан (870-876)
- Ибрахим (876-878)
- Габулок (878-880)

Џафаридски емири
- Џафар I Али (880-914)
- Мансур Џафар (914-952)
- Џафар II Мансур (952-981)
- Али Џафар (981-1032)
- Џафар III Али (1032-1046)
- Мансур Џафар (1046-1054)
- Абул-Хаиџа Џафар (1054-1062)
- Фадлун од Гање (1068-1080; поставио га Алп Арслан)